# Xenotypa aterrima
Xenotypa aterrima är en svampart som först beskrevs av Elias Fries, och fick sitt nu gällande namn av Franz Petrak 1955. Enligt Catalogue of Life ingår Xenotypa aterrima i släktet Xenotypa,  och familjen Valsaceae, men enligt Dyntaxa är tillhörigheten istället släktet Xenotypa,  och familjen Gnomoniaceae. Arten är reproducerande i Sverige. Inga underarter finns listade i Catalogue of Life.